# Hrastenice
Hrastenice este o localitate din comuna Dobrova-Polhov Gradec, Slovenia, cu o populație de 51 de locuitori.